# Christina világa
| Christina világa                          | Christina világa                          |
| Kattints az alábbi külső linkek egyikére! | Kattints az alábbi külső linkek egyikére! |
| ----------------------------------------- | ----------------------------------------- |
| Nem található szabad kép.(?)              |                                           |
| külső link · jogvédett                    | A kép az Enwikin                          |

A Christina világa (Christina's World) Andrew Wyeth festménye, egyike a 20. századi amerikai festészet legismertebb alkotásainak.

## A festmény
A festményen egy nő fekszik egy mezőn, miközben egy szürke házat figyel a távolban. A nő Anna Christina Olson (1893. május 3. - 1968. január 27.) volt, aki valószínűleg Charcot–Marie–Tooth betegségben szenvedett. A festmény Wyeth nyári otthonához közeli tájat ábrázolja a Maine állambeli Cushingban. Wyeth szomszédságában lakott Olson, akivel jó viszonyban volt. Olson és fiatalabb testvére több alkalommal is álltak modellt Wyethnek. A festmény ötlete akkor született meg Wyeth-ben, amikor egy alkalommal házának ablakából megpillantotta a réten áthaladó Olsont. Bár Olson volt a festmény ihletője és tárgya, mégsem ő, hanem Wyeth felesége, Betsy volt Christina világának modellje.

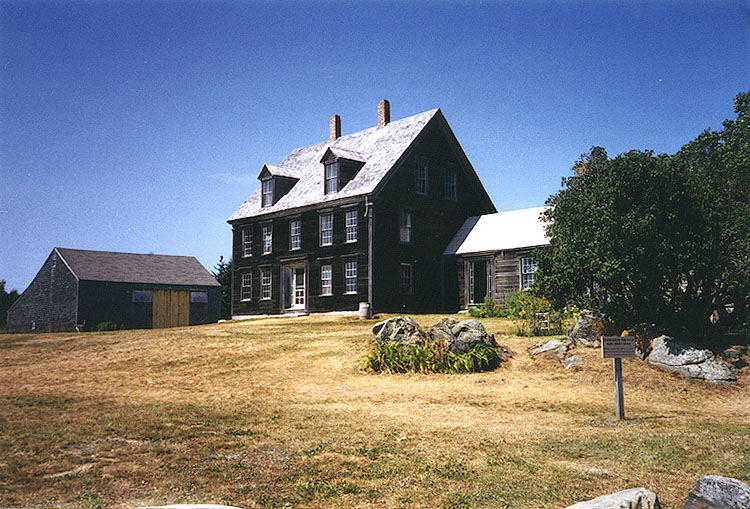
Az Olson-ház Cushingban (fotó, 1995)

A tempera festményen szereplő ház az Olson-ház, mely ma Farnsworth Art Museum kezelésébe van.  Az épület ma Nemzeti történelmi emlékhely, melyet a festményen látható állapotnak megfelelően újítottak fel. Wyeth az alkotásán a bal oldalon látható istállót elválasztotta az épülettől és a tájat is megváltoztatta.
Christina világát első alkalommal 1948-ban a New York-i Macbeth Gallery-ben állították ki. Bár a kép a korabeli kritikusok figyelmét nem keltette fel, Alfred Barr, a Modern Művészeti Múzeum akkori igazgatója 1800 dollárért vásárolta meg. A festmény az évek során egyre nagyobb ismertségre és népszerűségre tett szert. Mára az amerikai kultúra egyik ikonikus alkotásává vált.